# Con amor - tus éxitos favoritos
Con amor - tus éxitos favoritos é um álbum de compilação da boy band porto-riquenha Menudo, lançado em 1984. A lista de faixas reúne muitos dos sucessos que contribuíram para a popularidade do quinteto na época, interpretados por membros antigos e atuais. Ao todo, apresenta doze canções que apareceram previamente em seis álbuns do quinteto, lançados entre 1979 e 1984, a saber: Chiquitita (1979), Fuego (1981), Quiero ser (1981), Una aventura llamada Menudo (1982), Por amor (1982) e Reaching Out (1984).

## Conteúdo
Todas as canções foram produzidas pelo criador do Menudo, Edgardo Díaz, exceto "Like a Cannonball", tema do filme Cannonball Run II, que foi produzida por Díaz, juntamente com Snuff Garrett e Mary Lynne Pagán. Com relação a parte gráfica do trabalho, o LP inclui um pôster colorido com fotos dos 13 integrantes do grupo desde sua formação em 1977.
Segundo o vice-presidente da RCA Internacional, Mario de la Higuera, "a base de fãs mundial do Menudo aguardava ansiosamente uma compilação definitiva de seus sucessos. Estamos satisfeitos com as perspectivas de vendas nos mercados tradicionais do grupo. No entanto, também queremos, com essa luxuosa combinação de disco e pôster, ampliar a popularidade do grupo em novos territórios".

## Desempenho comercial
Comercialmente, o trabalho teve boa repercussão nos Estados Unidos, onde apareceu na lista de álbuns latinos mais vendidos da revista Billboard.

## Recepção crítica
Em relação as resenhas dos críticos especializados em música, o crítico do site AllMusic avaliou com duas estrela entre cinco, apesar disso, não escreveu nenhum comentário para o álbum.

## Lista de faixas
- Créditos adaptados dos LP Con amor - tus éxitos favoritos, de 1984.[4]

| N.º | Título               | Compositor(es)                       | Álbum original              | Duração |  |
| 1.  | "Like a Cannonball"  | S. H. Dorff, M. L. Brown, S. Garrett | Reaching Out                | 3:20    |  |
| 2.  | "Lady"               | J. Seijas, C. Villa, A. Monroy       | Por amor                    | 3:35    |  |
| 3.  | "Quiero Rock"        | J. Seijas, C. Villa, A. Monroy       | Por amor                    | 2:33    |  |
| 4.  | "Chiquitita"         | J. Anderson, B. Ulvaeus              | Chiquitita                  | 5:02    |  |
| 5.  | "Cambiale las pilas" | A. Monroy, C. Villa                  | Una aventura llamada Menudo | 3:39    |  |
| 6.  | "Clara"              | A. Monroy, C. Villa                  | Una aventura llamada Menudo | 3:30    |  |
| 7.  | "Súbete a mi moto"   | E. Díaz, C. Villa                    | Quiero ser                  | 3:30    |  |
| 8.  | "Quiero ser"         | E. Díaz, L. Soto                     | Quiero ser                  | 3:04    |  |
| 9.  | "A volar"            | A. Monroy, C. Villa, E. Díaz         | Una aventura llamada Menudo | 4:12    |  |
| 10. | "Es por amor"        | J. Seijas, C. Villa, A. Monroy       | Por amor                    | 3:51    |  |
| 11. | "Fuego"              | L. E. Colón                          | Fuego                       | 3:02    |  |
| 12. | "Lluvia"             | A. Monroy, C. Villa, E. Díaz         | Una aventura llamada Menudo | 3:06    |  |

## Tabelas

### Tabelas semanais
| Tabela musical (1984)                               | Melhor posição |
| --------------------------------------------------- | -------------- |
| Estados Unidos (Billboard Top Latin Albums - Texas) | 8              |